# Ceroplesis scorteccii
Ceroplesis scorteccii är en skalbaggsart som beskrevs av Stefan von Breuning 1940. Ceroplesis scorteccii ingår i släktet Ceroplesis och familjen långhorningar. Inga underarter finns listade i Catalogue of Life.